# Jurij Basjmet
Jurij Abramovitj Basjmet (russisk: Юрий Абрамович Башмет ; født 24. januar 1953 i Rostov ved Don) er en russisk bratschist og dirigent.
Basjmet har modtaget en lang række internationale priser og anerkendelser. I 1995 blev han tildelt Léonie Sonnings Musikpris, ligesom han er ridder af Æreslegionen.